# Byxholmen
Byxholmen är en ö i Finland. Den ligger i Finska viken och i kommunen Raseborg i den ekonomiska regionen  Raseborg i landskapet Nyland, i den södra delen av landet. Ön ligger omkring 95 kilometer väster om Helsingfors.
Öns area är 8,7 hektar och dess största längd är 0,7 kilometer i sydöst-nordvästlig riktning. Ön höjer sig omkring 20 meter över havsytan. I omgivningarna runt Byxholmen växer i huvudsak barrskog.